# Oedipus rex (opera)
Az Oedipus rex (Oidipusz király) egy opera oratórium Szophoklész tragédiája alapján, amit Igor Stravinsky vitt színpadra. A darabot zenekar, szólisták, illetve férfi kórus részére szerezte. A francia librettó Szophoklész tragédiája alapján készült el Jean Cocteau által, majd Abbé Jean Daniélou ezt lefordította latinra.

## Az előadás története
Az Oedipus rex néha koncerttermekben van előadva, hasonlóan az eredeti előadáshoz, ami 1927. május 30-án a Sarah Bernhardt Színházban volt, Párizsban. Az amerikai premier a következő évben volt a Boston Symphony Orchestraban, illetve a Harvard Glee Clubban. Emellett még be volt mutatva színpadon operaként is, az első ilyen előadás a Bécsi Állami Operában volt, 1928. február 23-án. Később, 1960-ban, 1961-ben, illetve 1962-ben három alkalommal mutatták be a Santa Fe Operaban. 1962 januárjában Washington D.C-ben volt előadva, a Washingtoni Nemzeti Operában, a zeneszerző által vezényelve.
1960-ban a londoni Sadler’s Wells Theatre-ben is előadták a produkciót, Oedipust az ausztrál tenor, Ronald Dowd énekelte. Habár az előadás angolul volt elbeszélve, az éneklés latinul maradt. Ez része volt egy dupla előadásnak, a második darab A kékszakállú herceg vára volt Bartóktól.

## Szereplők
| Szerep                   | Hagtípus       | A bemutató színésze (1927. május 30.) |
| ------------------------ | -------------- | ------------------------------------- |
| Oidipusz, Théba királya  | tenor          | Stefan Belina-Skupiewski              |
| Iokaszté, a felesége     | mezzoszoprán   | Hélène de Sadowen                     |
| Kreón, Iokaszté testvére | bariton        | Georges Lanskoy                       |
| Teiresziász, igazmondó   | basszus        | Kapiton Zaporojetz                    |
| Shepherd                 | tenor          |                                       |
| Narrátor                 | beszélő szerep | Pierre Brasseur                       |
| Férfiak Kara             |                |                                       |

## Hangszerelés
A darabot 3 fuvolára, 2 oboára, angolkürtre, 3 klarinétre, 2 fagottra, 4 kürtre, 4 trombitára, 3 harsonára, tubára, dobokra, cimbalomra, zongorára és hárfára szerezték.

### Első felvonás
A narrátor köszönti a közönséget, megmagyarázza a dráma jellegét, amit látni fognak a nézők, majd meghatározza a történet alaphelyzetét: Thébában pestis pusztít, az emberek pedig a várost siratják. Oidipusz, Théba királya és a Sphinx meghódítója megígéri, hogy megmenti a várost. Kreón, Oidipusz sógora visszatér a Delphoi jósdából, és továbbítja az istenek szavait: Théba Laiosz király gyilkosát rejtegeti. A gyilkos az, aki a pestist a városra terjesztette. Oidipusz megígérte, hogy megtalálja a gyilkost, és kidobatja a városból. Tanácsot kér Teiresziásztól, az igazmondótól, aki elsőre nem szeretne beszélni erről. A csend dühében Oidipusz megvádolja Teiresziászt a gyilkossággal. Mivel kiprovokálta Oidipusz belőle, az igazmondó elmondja, hogy a király gyilkosa a jelenlegi király. A megrémült Oidipusszal vádolja Teiresziászt, hogy Kerónnal szövetkezik, aki a trónra vágyik. Ekkor megjelenik Iokaszté.

### Második felvonás
Iokaszté lenyugtatja az indulatokat azzal, hogy elmondja, a jóslatok mindig hazudnak. Azt is jóslat mondta ki, hogy Laioszt saját fia fogja megölni, holott bandita vette el az életét a három út kereszteződésénél. Ez még jobban megrémisztette Oidipuszt, eszébe jutott az idős ember a kereszteződésnél, akivel Thébába jövet találkozott. Ekkor hírnök érkezett: meghalt Polybus, Korinthosz királya, akiről Oidipusz azt hitte, hogy ő az apja. Azonban ekkor kiderült, hogy Polybus csupán felnevelte Oidipuszt, nem volt az igazi apja. Megérkezik egy pásztor: ő volt az, aki Oidipuszt kiskorában megtalálta a hegyekben. Iokaszté felismerve az igazságot elmenekül. Végül, az hírnök és a pásztor által összeáll a kép: Oidipusz Laiosz és Iokaszté gyermeke, saját apja gyilkosa, anyjának férje. Az összetört Oidipusz elindul elhagyni a várost. A hírnök bejelenti Iokaszté halálát: felakasztotta magát. Oidipusz berohan anyja szobájába, majd kiszúrja a saját szemét egy tűvel. Örökre elhagyja Thébát.